# Ukna landskommun
Ukna landskommun var en tidigare kommun i Kalmar län.

## Administrativ historik
När 1862 års kommunalförordningar trädde i kraft inrättades i Sverige cirka 2 500 kommuner. Huvuddelen av dessa var landskommuner (baserade på den äldre sockenindelningen), vartill kom 89 städer och åtta köpingar. I Ukna socken i Norra Tjusts härad i Småland inrättades då denna kommun.
1931 överfördes en del av kommunen till den då nybildade Överums landskommun.
Vid kommunreformen 1952 uppgick denna  i storkommunen Uknadalen.
År 1971 upplöstes Uknadalens landskommun och detta område fördes så till Västerviks kommun.

## Politik

### Mandatfördelning i Ukna landskommun 1938-1946
| 7 | 6 | 1 | 6 |

| 20 |

| 20 |

| 20 |

| 9 | 11 |

| 20 |